# Бахаи в ДР Конго
Вера бахаи в Демократической Республике Конго — религия бахаи, начавшая распространяться в Конго в 1950-х годах. Толчком послужили написанные Абдулом-Баха в 1916 году Скрижали Божественного плана, поощряющие распространение этой веры в Африке. Главные святыни бахаи находятся в Израиле, в городе Акко и на горе Кармель в городе Хайфа (Храм Баба). Религия бахаи в Конго существовала в форме Местных Духовных собраний. В 1953 году было организовано первое Духовное собрание в стране, в 1963 их было 143, к 2003 году, к празднованию 50-летия религии бахаи в Конго, их количество выросло до 541. К 2020 году бахаи составляли 0,43 % от населения Демократической Республики Конго.

## История
В 1916 году Абдул-Баха писал свой труд «Скрижали Божественного плана», в скрижали 8, а в 1917 году в скрижали 12 упоминалась Африка.
В 1940 году Шоги Эффенди, хранитель веры бахаи после смерти Абдул-Баха, и его жена Рухийя Ханум, возможно, были первыми бахаи, посетившими Конго и проехавшими через восточную часть страны, называвшуюся тогда Бельгийским Конго.
В 1953 году Шоги Эффенди объявил десятилетний крестовый поход по распространению религии бахаи, в рамках которого в конголезский город Камина прибыли миссионеры из Уганды.
В 1961 году среди новообращённых были пигмеи. Страна, после обретения независимости в 1960 году называлась Заир. В стране начала проводиться политика мобутизма, направленная на искоренение иностранного влияния, к 1978 году религия бахаи в Конго была запрещена.
В 1987 году запрет был снят и приверженцам бахаи было разрешено избрать Национальную ассамблею, как орган управления бахаи в Конго.
В 1998—2002 году в Конго разразилась Вторая конголезская война, проекты бахаи были практически остановлены.

## Современность
Действует Молодёжный хор бахаи Конго.
В 2003 году, во время празднования 50-летия деятельности бахаи в Конго, был отмечен большой вклад деятелей бахаи в образование нации, а также продвижение концепции равенства полов, в результате которого возросло активное участие конголезских женщин в общинной жизни.
В 2012 году было объявлено о намерении строительства Дома поклонения в Конго.